# John Perrot
John Perrot (Haverfordwest, 7-11 novembre 1528 – Londra, 3 novembre 1592) fu Lord luogotenente d'Irlanda sotto il regno di Elisabetta I d'Inghilterra e durante la Riconquista Tudor dell'Irlanda. Un resoconto scritto da Robert Naunton (1563-27 marzo 1635) (uno scrittore e politico che inglese che aveva sposato la nipote di Perrot) si ipotizza che egli sia un figlio illegittimo di Enrico VIII d'Inghilterra.

## Attraverso tre sovrani
John Perrot nacque fra il 7 e l'11 novembre 1528 ad Haverfordwest, terzogenito di Mary Berkeley e Thomas Perrot, Esquire di Haroldston. Si è ipotizzato che egli potesse essere uno dei figli illegittimi di Enrico VIII d'Inghilterra, ipotesi avvalorata dal fatto che John gli somigliasse sia per carattere che per aspetto. Altri invece non sono d'accordo con questa idea, asserendo che tale diceria nacque quando Robert Nauton scrisse di questa diceria usando informazioni di seconda mano dal momento che lui e John non si conobbero mai, attingendo a fonti inesatte e storicamente inaccurate, raggiungendo così conclusioni sbagliate circa la sua paternità. Per esempio John non era il primo figlio dei Perrot, ma il terzo, e non vi sono prove che attestino la presenza di Mary Berkeley nello stesso luogo in cui era il re al momento in cui sarebbe dovuto avvenire il concepimento. Nauton attinge anche ad un racconto di Owen Hopton (1519-1595), luogotenente della Torre di Londra, secondo il quale John gli avrebbe chiesto se la regina avrebbe permesso a suo fratello di soffrire, tale affermazione dimostrerebbe che John fosse quantomeno al corrente delle dicerie sulla sua nascita, ma risulta che Hopton avesse lasciato l'incarico più di un anno prima all'imprigionamento di John.
Illazioni a parte John in giovinezza si unì alla corte di William Paulet, I marchese di Winchester e da lì si introdusse alla corte di Enrico VIII nel 1547, il re morì però quello stesso gennaio e la carriera di John subì una battuta d'arresto. Quando il mese successivo venne incoronato Edoardo VI d'Inghilterra John ricevette la nomina a cavaliere e nel 1551 fu nominato Gran Sceriffo del Pembrokeshire, sua contea nativa.
Nello stesso anno John si recò in Francia al seguito di William Parr, I marchese di Northampton (14 agosto 1513-28 ottobre 1571) per negoziare il matrimonio del re con Elisabetta di Valois, primogenita di Enrico II di Francia e Caterina de' Medici. L'abilità di John nella caccia esercitarono un certo fascino su Enrico che gli offrì di rimanere alla sua corte dietro compenso, egli rifiutò, ma una volta tornato in patria trovò che tutti i suoi debiti erano stati ripagati dal sovrano francese.
Quando al trono salì la sorellastra di Enrico, Maria I d'Inghilterra, John fu brevemente imprigionato presso la Fleet Prison insieme allo zio con l'accusa di dare rifugio agli eretici presso la loro casa in Galles. Una volta liberato si rifiutò di unirsi a William Herbert, I conte di Pembroke nel dare la caccia agli eretici nel sud del Galles, ma partecipò con lui alla cattura di San Quintino nel 1557.
A dispetto del suo essere protestante John ricevette la signoria e il Castello di Carew nel Pembrokeshire e quando al trono salì Elisabetta I d'Inghilterra la responsabilità delle difese navali del Galles meridionale furono affidate a lui. Nel 1562 fu nominato knights of the shire (una carica parlamentare per rappresentare l'area della quale si era rappresentanti) del Pembrokeshire.

## Il soffocamento delle ribellioni
Nel 1570 Elisabetta nominò John alla carica di Lord Presidente del Munster un incarico che egli accettò con riluttanza poiché la zona era travagliata dalla prima delle Rivolte dei Desmond. John arrivò a Waterford nel mese di febbraio e riportò la pace dopo una vigorosa campagna militare.
Il capo dei ribelli, James FitzMaurice Fitzgerald (morto nel 1579) riuscì a sfuggire alle forze inglesi per qualche tempo. Dopo un duro scontro cinquanta ribelli vennero squartati e John cercò di spaventare quelli rimasti liberi decapitando i morti ed appendendo le loro teste a Kilmallock, FitzMaurice si rifiutò comunque di farsi avanti e John lo sfidò a singolar tenzone, un invito che venne disertato nuovamente. Quest'offerta provocò un certo mormorio fra le persone di più alto grado della corte ed il suo gesto non fece che accrescere la sua reputazione di uomo irruente. Qualche tempo dopo John e i suoi uomini furono vittime di un'imboscata dei ribelli che li superavano in numero di gran lunga, tuttavia essi vennero salvati dall'arrivo di una piccola compagnia a cavallo che gli irlandesi scambiarono per l'avanguardia di un contingente più grande. Nel 1572 a seguito dell'assedio portato a termine con successo della fortezza di Castlemaine John ebbe la soddisfazione di vedere FitzMaurice arrendersi.
John autorizzò circa 800 esecuzioni, la maggior parte delle quali eseguita sotto la Legge marziale ed egli criticò duramente la scelta di reintegrazione di Gerald FitzGerald uno dei più potenti nobili del Munster e dopo aver vanamente tentato di far revocare tale decisione lasciò l'Irlanda nel luglio 1573. Tornato in patria rassegnò le proprie dimissioni e venne sostituito da William Drury (2 ottobre 1527-ottobre 1579).
John tornò alle sue proprietà del Galles e partecipò al Concilio delle Marche, un'amministrazione locale che si occupava della gestione del Galles e di alcune contee limitrofe ai confini.
Nel 1578 l'ammiraglio Richard Vaughan lo accusò di sovversione della giustizia e di essere connivente con i pirati, ma queste accuse non gli fecero perdere il favore della corona e l'anno seguente fu posto a capo di un gruppo di navi che doveva intercettare eventuali navigli spagnoli.

## Lord luogotenente
Nel 1584 John venne nominato Lord luogotenente d'Irlanda al posto di Arthur Grey, XIV barone Grey di Wilton (1536-1593) che era tornato in patria due anni prima. Il suo primo incarico fu il dare il via alle Piantagioni dell'Irlanda che erano l'inizio di una significativa ondata di migrazioni di coloni inglesi voluta dai politici britannici. Le terre che venivano fornite ai coloni erano quelle che erano state espropriate ai Conte di Desmond alla condizione che gli affittuari vi stabilissero fattorie per costruire nuovi villaggi.
Prima di cominciare questo progetto John dovette fronteggiare delle incursioni che si ebbero nell'Ulster ad opera degli scozzesi delle Highlands ad opera di un paio di clan che erano stati chiamati da Sorley Boy MacDonnell un irlandese-scozzese che si era stabilito ad Atnrim insieme ai propri uomini. John superò il Pale e raggiunse l'Ulster, ma MacDonnell era già scappato in Scozia e fece ritorno solo con altri rinforzi. Dopo diverse campagne nel 1586 John ottenne la sottomissione di MacDonnell e più o meno in quel periodo egli approvò il rapimento di Red Hugh O'Donnell, allora quattordicenne, una mossa attuata per far avere alla corona un po' più di influenza nell'Ulster, la sua politica nel nord dell'Irlanda funzionò e portò alla sottomissione anche di Hugh Maguire Signore di Fermanagh.
Al sud la colonizzazione era partita lentamente a causa di alcune minacce legali esercitate dai proprietari unite alle ribellioni di chi si era visto confiscare tutti gli averi. Nel 1585 John aveva avuto successo nel perfezionare un accordo nel Connaught in un inusualmente imparziale contratto fra la corona ed i tenutari della terra. In quello stesso anno il parlamento venne convocato a Dublino, il primo dal 1569, in ogni caso la seduta produsse un certo disappunto negli astanti, perché nonostante fossero stati dichiarati confiscati tutti i beni dei Desmond e la famiglia dichiarata decaduta, la seduta incontrò difficoltà in particolare sulla sospensione delle Poynings' Law. Il parlamento fu prorogato al 1587 e John fu così frustrato dalle fazioni che esercitavano la loro influenza in entrambe le camere da pregare la regina di richiamarlo in patria.
John aveva di certo contribuito a ristabilire la pace in Irlanda, ma le critiche di coloro che dovevano governare con lui non mancarono di procurargli dei nemici.
Un progetto frettolosamente elaborato per convertire le rendite della Cattedrale di San Patrizio (Dublino) in denaro per fondare due collegi portò a una diatriba con Adam Loftus,vescovo di Dublino che John aggravò con le sue interferenze nel lavoro di Loftus. John intervenne anche nell'operato di Richard Bingham quale governatore del Connaught e nel maggio 1587 si scontrò fisicamente con Nicholas Bagenal (morto nel 1591) nella camera del concilio, un incidente che i detrattori attribuirono alla sua ubriachezza. Nel 1588 Elisabetta lo richiamò in patria e l'anno seguente fu eletto nel parlamento come rappresentante di Haverfordwest.

## Le accuse controverse e la morte
Dopo il ritorno in patria i suoi nemici continuarono l'opera per condurlo alla rovina. All'inizio egli venne accolto con favore ed ammesso al Consiglio privato di sua maestà dove continuò a manifestare interessi per gli affari irlandesi attraverso la corrispondenza che teneva con diversi membri del concilio di Dublino. Nei momenti concitati che seguirono la sconfitta dell'Invincibile Armata nel 1588 John si trovò ad essere accusato di tradimento sulla base delle asserzioni di un prete che era stato condannato, Dennis O'Roghan. Le prove erano contenute nella corrispondenza presumibilmente indirizzata John quale Lord luogotenente (con la sua firma in calce) a Filippo II di Spagna e ad Alessandro Farnese in cui erano contenute inconfutabili promesse ed affari in relazione al prossimo futuro di Inghilterra, Galles ed Irlanda.
Il successore di John ordinò un'indagine a Dublino e furono prodotte le prove che i documenti di O'Roghna erano falsi tanto che sembrò che le accuse fossero prossime a cadere. La cosa non venne però lasciata lettera morte e, forse su richiesta di John, fu deciso di indagare sul come le prove fossero state prodotte la prima volta un processo che imbarazzo il Luogotenente in carica. L'indagine venne condotta, sempre a Dublino, da uomini che erano in maggioranza dalla parte di John.
In un lungo interrogatorio il prete disse di essere stato torturato dai membri della commissione, al che il Luogotenente, agendo su diretto ordine della regina, riprese in mano le indagini e spedì i risultati al Consiglio privato. John dovette fronteggiare un altro momento di crisi quando altre prove furono portate, le più degne di nota erano state date dal suo precedente segretario, dove si mostrava il violento linguaggio che usava nelle sue conversazioni private contro la regina. Fu prodotta anche la prova del fatto che egli era precedentemente a conoscenza della ribellione di Brian O'Rourke avvenuta nel 1589 nel Connaught.
John venne quindi portato alla Torre di Londra nel 1592 con l'accusa di Alto tradimento, furono portate sia le lettere false ad opera del prete che le lettere concernenti la ribellione di O'Rourke, ma quelle di maggior peso furono quelle in cui parlava della regina in termini assai poco lusinghieri e screditando la sua legittimità in parecchie occasioni. John protestò violentemente la propria innocenza, ma venne comunque dichiarato colpevole, la sentenza venne rimandata e mentre aspettava il perdono reale John morì nella Torre il 3 novembre 1592.

## Matrimonio e figli
John si sposò due volte, la prima con Anne Chayney di Kent da cui ebbe il figlio ed erede:
- Thomas Perrot

e la seconda con Jane Pruet da cui ebbe tre figli:
- William Perrot
- Anne Perrot
- Lettice Perrot che sposò Arthur Chichester

Nel marzo 1593 le proprietà di John, che erano state confiscate, vennero ridate alla famiglia così che suo figlio Thomas che doveva sposare la figlia di Walter Deveraux, I conte di Essex poté ereditare.